# Kap-Langschnabellerche

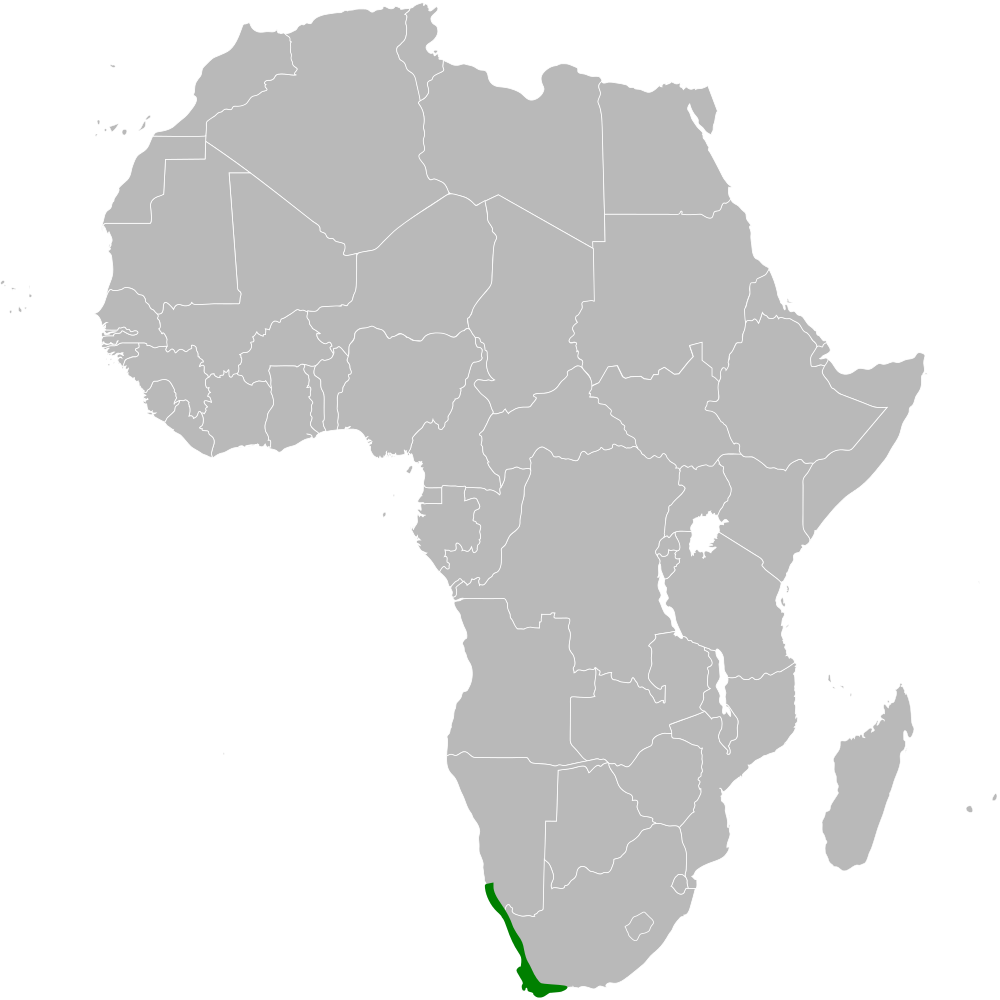
Verbreitungsgebiet der Kap-Langschnabellerche

Die Kap-Langschnabellerche (Certhilauda curvirostris), auch Langschnabellerche genannt, ist eine Art aus der Familie der Lerchen. Sie ist eine im Süden des afrikanischen Kontinents verbreitete Art und dort die größte Lerchenart. Sie ist größer als eine Feldlerche, von drosselähnlicher Gestalt und weist einen langen, gebogenen Schnabel auf. Man unterscheidet mehrere Unterarten.
Die Bestandssituation der Kap-Langschnabellerche wird als ungefährdet (least concern) eingestuft. Die Kap-Langschnabellerche ist eng verwandt mit der Akazien- und der Agulhas-Langschnabellerche.

## Merkmale
Die Männchen der Kap-Langschnabellerche erreichen eine Körperlänge von etwa 19 bis 20 Zentimeter, wovon 6,4 bis 8 Zentimeter auf den Schwanz entfallen. Die Weibchen sind deutlich kleiner und erreichen eine Körperlänge von 16 bis 17 Zentimeter, wovon 6,5 bis 6,6 Zentimeter auf den Schwanz entfallen. Der Schnabel misst vom Schädel aus gemessen bei den Männchen zwischen 3 und 3,8 Zentimeter und bei den Weibchen zwischen 2,7 und 2,8 Zentimeter. Die Hinterkralle misst zwischen 1,1 und 1,5 Zentimeter. Es besteht vom Größenunterschied abgesehen kein auffälliger Geschlechtsdimorphismus.
Die Kap-Langschnabellerche hat einen dunkelbraunen Kopf, die einzelnen Federn sind hellbraun gesäumt und haben sehr schmale weißliche Spitzen. Am Hinterhals sind diese Spitzen etwas breiter. Die Halsseiten und der Vorderhals sind auf weißlichem Grund dunkelbraun gestreift und gefleckt. Die Wangen und die Ohrdecken sind hellbraun. Der Überaugenstreif ist weiß. Eine dunkle Linie verläuft von der Schnabelbasis bis zum Auge.
Die Körperoberseite ist braun, wobei die Federn dunkle Mitten haben und hellbraun gesäumt sind. Dadurch entsteht ein gestreiftes aussehen. Die Oberschwanzdecken sind braun mit dunklen Schaftstreifen und weißlichen Spitzen.
Das Kinn und die Kehle sind weißlich mit einigen wenigen braunen Sprenkeln. Die Brust ist bräunlich gelb mit dunkelbraunen Längsstricheln, der Bauch und die Unterschwanzdecken sind rahmweiß bis hell gelblich-braun. Die Hand- und Armschwingen sind dunkelbraun mit schmalen rötlichen Säumen. Der Schwanz ist dunkelbraun, dabei weist das mittlere Steuerfederpaar rötlich-braune Säume auf. Der Schnabel ist dunkel hornfarben, die Iris ist braun.

## Verwechslungsmöglichkeiten
Die Kap-Langschnabellerche ist auf Grund ihrer Größe und ihres langen Schnabels kaum mit einer anderen Lerchenart zu verwechseln. Die im selben Verbreitungsgebiet vorkommende Zirplerche ist kleiner, hat einen kürzeren Schwanz mit weißen Spitzen. Sie hat außerdem eine aufrechtere Körperhaltung als die Kap-Langschnabellerche, die am Boden häufig eine zusammengekauerte Haltung zeigt.

## Verbreitungsgebiet der einzelnen Unterarten und Lebensraum
Es werden zwei Unterarten unterschieden:
- C. c. falcirostris Reichenow, 1916 – Ursprünglich als eigenständige Art beschrieben, kommt diese Unterart vom Südwesten Namibias bis in den Westen der Südafrikanischen Republik vor. Sie hat einen etwas längeren Schnabel als die Nominatform und ist auf der Körperoberseite heller und grauer. Bei den Männchen erreicht der Schnabel eine Länge von 3,2 bis 3,8 Zentimeter. Bei den Weibchen misst er zwischen 2,7 und 2,9 Zentimeter.[6]
- C. c. curvirostris (Hermann, 1783) – Vorkommen im Südwesten der Südafrikanischen Republik.

Der Lebensraum der Kap-Langschnabellerche sind Küstenregionen mit niedriger Vegetation. Sie kommt überwiegend dort vor, wo es auch unbewachsene, sandige Stellen gibt.

## Lebensweise
Die Kap-Langschnabellerche lebt einzelgängerisch oder in Paaren. Die Nahrungsgewohnheiten sind bislang nicht abschließend untersucht. Sie frisst nach jetzigem Erkenntnisstand überwiegend Wirbellose, während Sämereien in ihrer Ernährung nur eine geringe Rolle spielen.
Die Brutzeit fällt in den Zeitraum August bis Oktober. Wie alle Lerchen ist die Kap-Langschnabellerche ein Bodenbrüter.

## Einzelbelege
1. 1 2 3 4 5   Handbook of the Birds of the World zur Kap-Langschnabellerche, aufgerufen am 26. März 2017
2. ↑  Pätzold: Kompendium der Lerchen. S. 137.
3. ↑  Pätzold: Kompendium der Lerchen. S. 134.
4. ↑  Pätzold: Kompendium der Lerchen. S. 135.
5. ↑  IOC World Bird List 6.4. In: IOC World Bird List Datasets. doi:10.14344/ioc.ml.6.4 (englisch, worldbirdnames.org).
6. ↑  Pätzold: Kompendium der Lerchen. S. 136.